# Eddie Nketiah
Edward Keddar Nketiah, detto Eddie (Lewisham, 30 maggio 1999), è un calciatore inglese, attaccante del Crystal Palace.

## Biografia
È nato in Inghilterra da genitori ghanesi.

## Caratteristiche tecniche
È un centravanti, che può essere schierato anche da seconda punta, dotato di senso del gol, molto veloce e abile nel controllo palla. È stato paragonato a Jermaine Defoe e a Thierry Henry, anche se lo stesso Nketiah ha dichiarato che il suo giocatore preferito era Ronaldinho.

## Carriera

### Club

#### Arsenal e prestito al Leeds
Cresciuto nel settore giovanile del Chelsea, nel 2015 viene rilasciato perché troppo basso, firmando così all'Arsenal. Debutta con la prima squadra il 28 settembre 2017, nel corso della partita di Europa League vinta per 2-4 contro il BATE Borisov, sostituendo all'89º minuto Joe Willock. Il 24 ottobre diventa il primo giocatore dei Gunners, nato dopo l'arrivo di Arsène Wenger sulla panchina del club londinese, ad andare a segno, decidendo con una doppietta la partita del quarto turno di Carabao Cup contro il Norwich City.
L'8 agosto 2019 viene ceduto in prestito annuale al Leeds Utd.

#### Ritorno all'Arsenal
Dal 2020 rientra all'Arsenal,non si ritaglia uno spazio da titolare ma si rivela un buon subentrante e a partita in corso spesso riesce a risultare decisivo in più di qualche occasione.Alza due trofei con il trionfo della squadra inglese nella coppa d'Inghilterra con la doppietta del compagno di reparto Aubameyang e la vittoria della Supercoppa d'Inghilterra.
Nella stagione 2021-2022 risulta una sentenza in Efl cup dove in 5 gare della competizione realizza 5 reti
Durante la stagione 2023-2024 trionfa in Supercoppa d'Inghilterra vincendo ai rigori e alzando il trofeo per la sua seconda volta in carriera.

#### Crystal Palace
Il 30 agosto 2024 viene acquistato dal Crystal Palace.

### Nazionale
Dopo avere giocato con le selezioni giovanili inglesi Under-18 e 19, nel gennaio 2019 ha rifiutato una chiamata della nazionale del Ghana.
Ha partecipato agli Europei Under-21 del 2021 con l'Inghilterra.
Il 31 agosto 2023 viene convocato per la prima volta in nazionale maggiore, con cui esordisce il 13 ottobre seguente nel successo per 1-0 in amichevole contro l'Australia.

## Statistiche

### Presenze e reti nei club
Statistiche aggiornate al 21 marzo 2025.
| Stagione        | Squadra         | Campionato      | Campionato | Campionato | Coppe nazionali | Coppe nazionali | Coppe nazionali | Coppe continentali | Coppe continentali | Coppe continentali | Altre coppe | Altre coppe | Altre coppe | Totale | Totale | Totale |
| Stagione        | Squadra         | Comp            | Pres       | Reti       | Comp            | Pres            | Reti            | Comp               | Pres               | Reti               | Comp        | Pres        | Reti        | Pres   | Reti   |        |
| --------------- | --------------- | --------------- | ---------- | ---------- | --------------- | --------------- | --------------- | ------------------ | ------------------ | ------------------ | ----------- | ----------- | ----------- | ------ | ------ | ------ |
| 2017-2018       | Arsenal         | PL              | 3          | 0          | FACup+CdL       | 1+1             | 0+2             | UEL                | 5                  | 0                  | CS          | -           | -           | 10     | 2      |        |
| 2018-2019       | Arsenal         | PL              | 5          | 1          | FA Cup+CdL      | 1+1             | 0               | UEL                | 2                  | 0                  | -           | -           | -           | 9      | 1      |        |
| 2019-gen. 2020  | Leeds Utd       | FLC             | 17         | 3          | FA Cup+CdL      | 0+2             | 2               | -                  | -                  | -                  | -           | -           | -           | 19     | 5      |        |
| gen.-giu. 2020  | Arsenal         | PL              | 13         | 2          | FA Cup+CdL      | 4+0             | 2               | UEL                | 0                  | 0                  | -           | -           | -           | 17     | 4      |        |
| 2020-2021       | Arsenal         | PL              | 17         | 2          | FACup+CdL       | 1+2             | 0+1             | UEL                | 8                  | 3                  | CS          | 1           | 0           | 29     | 6      |        |
| 2021-2022       | Arsenal         | PL              | 21         | 5          | FACup+CdL       | 1+5             | 0+5             | -                  | -                  | -                  | -           | -           | -           | 27     | 10     |        |
| 2022-2023       | Arsenal         | PL              | 30         | 4          | FACup+CdL       | 2+1             | 2+1             | UEL                | 6                  | 2                  | -           | -           | -           | 39     | 9      |        |
| 2023-2024       | Arsenal         | PL              | 27         | 5          | FACup+CdL       | 1+2             | 0               | UCL                | 6                  | 1                  | CS          | 1           | 0           | 37     | 6      |        |
| Totale Arsenal  | Totale Arsenal  | Totale Arsenal  | 116        | 19         |                 | 23              | 13              |                    | 27                 | 6                  |             | 2           | 0           | 168    | 41     |        |
| 2024-2025       | Crystal Palace  | PL              | 22         | 3          | FACup+CdL       | 3+3             | 2+2             | -                  | -                  | -                  | -           | -           | -           | 28     | 7      |        |
| Totale carriera | Totale carriera | Totale carriera | 155        | 25         |                 | 31              | 19              |                    | 27                 | 6                  |             | 2           | 0           | 215    | 52     |        |

### Cronologia presenze e reti in nazionale
| Cronologia completa delle presenze e delle reti in nazionale ― Inghilterra | Cronologia completa delle presenze e delle reti in nazionale ― Inghilterra | Cronologia completa delle presenze e delle reti in nazionale ― Inghilterra | Cronologia completa delle presenze e delle reti in nazionale ― Inghilterra | Cronologia completa delle presenze e delle reti in nazionale ― Inghilterra | Cronologia completa delle presenze e delle reti in nazionale ― Inghilterra | Cronologia completa delle presenze e delle reti in nazionale ― Inghilterra | Cronologia completa delle presenze e delle reti in nazionale ― Inghilterra |
| Data                                                                       | Città                                                                      | In casa                                                                    | Risultato                                                                  | Ospiti                                                                     | Competizione                                                               | Reti                                                                       | Note                                                                       |
| -------------------------------------------------------------------------- | -------------------------------------------------------------------------- | -------------------------------------------------------------------------- | -------------------------------------------------------------------------- | -------------------------------------------------------------------------- | -------------------------------------------------------------------------- | -------------------------------------------------------------------------- | -------------------------------------------------------------------------- |
| 13-10-2023                                                                 | Londra                                                                     | Inghilterra                                                                | 1 – 0                                                                      | Australia                                                                  | Amichevole                                                                 | -                                                                          | 73’                                                                        |
| Totale                                                                     |                                                                            | Presenze                                                                   | 1                                                                          |                                                                            | Reti                                                                       | 0                                                                          |                                                                            |

## Palmarès

### Club
- Coppa d'Inghilterra: 2

Arsenal: 2019-2020
Crystal Palace: 2024-2025
- Community Shield: 4

Arsenal: 2017, 2020, 2023
Crystal Palace: 2025

### Individuale
- Capocannoniere della English Football League Cup: 1

2021-2022 (5 gol)